# Jacques Amalric
Jacques Amalric (Montauban, 6 ottobre 1938 – Ajaccio, 4 giugno 2021) è stato un giornalista e scrittore francese.

## Biografia
Fu per diversi anni caporedattore presso Le Monde; in seguito divenne direttore di Libération.
Nel giugno del 2005 si recò a Marsiglia dove lanciò in mare una bottiglia contenente 150 messaggi scritti da personaggi celebri in sostegno alla giornalista Florence Aubenas, rapita in Iraq.
Si sposò due volte: dal primo matrimonio nacquero tre figli, tra cui l'attore Mathieu Amalric.

## Opere
- Atlas politique du monde moderne (con Claude Sales), éditions de l'Épi, 1964.
- L'Europe après l'effondrement des pays, éditions Flammarion, 1993 ISBN 2080667211.
- Martin Luther King : L'Apôtre de la non-violence (con Alain Abellard), éditions Librio, 2006, ISBN 2290352195.